# Zohre Esmaeli
Zohre Esmaeli (nascida em 1 de julho de 1985, em Cabul) é uma modelo, designer e autora do Afeganistão. Ela vive em Berlim, Alemanha. Foi relatado que ela seria a única top model internacional do Afeganistão em 2014.

## Carreira
Quando Zohre Esmaeli tinha 16 anos de idade, a então Miss Hessen aproximou-se durante uma viagem de compras em uma H&M store, em Kassel, e perguntou se ela era uma modelo e queria ter fotos tiradas. Ela concordou e, dois dias depois ela foi para uma agência de modelos e começou a participar em sessões fotográficas sem contar aos seus pais. A sua primeira sessão fotográfica teve lugar em Frankfurt. Isso, no entanto, logo chegou ao fim, quando a sua família descobriu e proibiu que ela continuasse.
Cerca de um ano depois ela havia deixado a sua família e mudou-se para Stuttgart, e assim ela retomou a sua carreira de modelo. O seu primeiro grande cliente foi a fabricante de móveis de Bretz, que fez dela o centro de uma grande campanha publicitária, entre os anos de 2003 e 2007 e, mais tarde, o designer alemão Manfred Bogner contou com ela a partir de 2007 em muitos anúncios para a sua linha de moda BONNIE, e as suas fotos foram publicadas em revistas como a Vogue. Pouco tempo depois ela apareceu em outras revistas de moda e de estilo de vida como Elle, Cosmopolitan, Madame, Zink, Lounge, InStyle e Marie Claire. Em 30 de abril de 2004, Esmaeli representou o Afeganistão no concurso de beleza Rainha do Mundo, em Munique.
Em 2006, o designer Belga Gerald Watelet descobriu Esmaeli e ela correu na passarela para a sua gravadora, durante a Semana de Moda em Paris. Ela aparece actualmente em desfiles e sessões de fotos em Nova York, Paris, Milão e Berlim.
Em fevereiro de 2014 Zohre Esmaeli publicou o seu livro Meine neue Freiheit. Von Cabul über den Laufsteg zu mir selbst, no qual ela descreve a sua história, a situação em Cabul, os meses-longos de voo do Afeganistão e a sua vida como refugiado na Alemanha. Esmaeli funciona também como consultora independente de moda, em Düsseldorf.
Zohre Esmaeli criou sua própria colecção de moda "Zoraya" que foi apresentada pela primeira vez em um desfile de moda para uma instituição de caridade em 13 de novembro de 2015, em Berlim, para ajudar a levantar fundos para seu novo projecto "Treinadores de Cultura", que apoia refugiados.